# 沼泽山雀

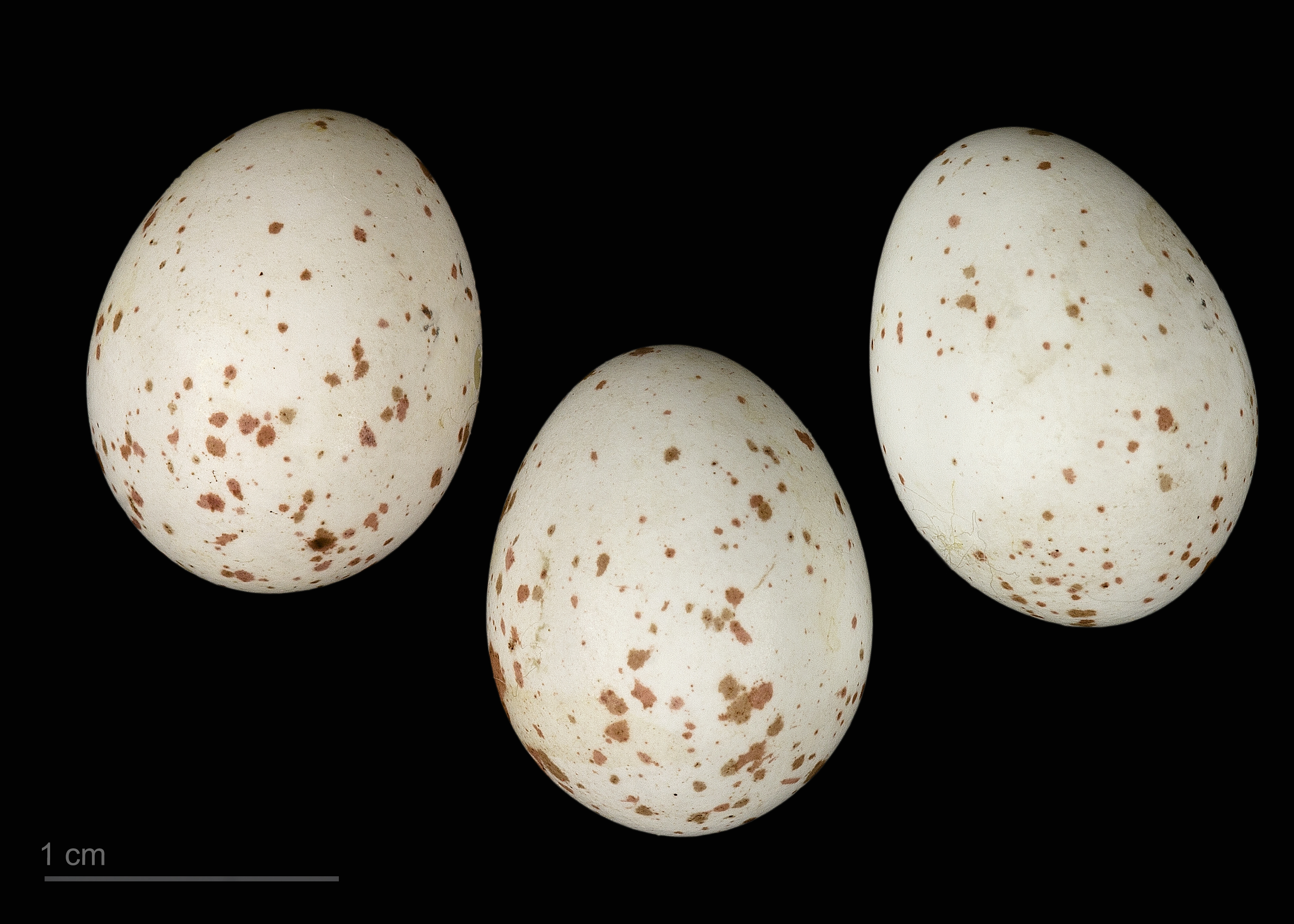
卵 Poecile palustris

沼泽山雀（學名Poecile palustris），又名小仔伯、仔仔红、红子、小豆雀、唧唧鬼子、泥泽山雀。

## 生态环境
沼泽山雀虽然名字中有沼泽二字但实际上并不栖息在沼泽中，他们常在针叶林阔叶领或针阔混交林中高大乔木的树冠活动，偶尔也到低矮的灌丛中觅食，在近水源的林区更易见到，这也许就是沼泽二字的来历。

## 分布地域
沼泽山雀广布于欧亚大陆，自英伦三岛以东，经巴尔干半岛、俄罗斯、蒙古直抵日本，南到亚洲的印度、缅甸均有本物种分布，沼泽山雀在中国分布于东北三省、华北各省市包括河北、山东、北京、山西，西部省区包括陕西、甘肃、西藏、南方的安徽、湖北、云贵川也有本物种分布。

## 特征
相比于大山雀，沼泽山雀的体形明显要小一些，其体长约为11厘米左右。沼泽山雀雄雌同形同色，成鸟头顶和后颈黑色，部分亚种略带凤头，下喙基部亦有一块黑色羽毛，遠看犹如蓄着黑色的山羊胡子一般，两颊及喉部白色这两块白色延伸致颈后，这两道白色的长度，或者说由头顶延伸到颈后的黑色区域的宽度是区别本物种与近似的褐头山雀的一个鉴别特征；上背翅及腰部灰褐色，尾羽亦为灰褐色但颜色较腰背为深，下体胸腹部为污白色，两胁略沾褐色。虹膜深褐色，喙黑色黑，脚深灰色。沼泽山雀的叫声似大山雀但音调更高听起来更尖锐，另外鸣声也是区别本物种与褐头山雀的一个重要鉴别依据。

## 食物
沼泽山雀的喙尖而细长，是典型的食虫鸟，据中国鸟类学者郑作新等人的调查，沼泽山雀的食谱中动物性所占的比例高达93.81%，其中昆虫占66.23%，其余的6.19%为植物的种子；而活动于针叶林区的沼泽山雀取食的昆虫比例高达93.8%，它们取食的昆虫中以鳞翅目昆虫的幼虫最多。

## 繁殖与保护
本物种繁殖季节为3月－5月，4月间开始发情，营巢于高程约为0.5-2.5米的天然树洞中，巢呈杯状外壁用苔藓、草茎等坚固材料砌成，内垫羊毛、棉花、鬃毛、羽毛等柔软材料，非常精致，整个营巢过程耗时长达一周左右。每巢产卵4－6枚，孵化期约14－16日。雏鸟为晚成雏，一年性成熟。
沼泽山雀未列入濒危名单，但受到非法鸟类贸易的严重威胁。

## 沼泽山雀与非法鸟类贸易
沼泽山雀鸣声清脆悦耳，长相清秀，在中国是传统的宠物鸟类，亦是中国非法鸟市中交易量最大的物种。但沼泽山雀始终没有实现人工饲养条件下的繁殖，因此鸟类贸易中所有的沼泽山雀均直接从野外捕捉，这种非法鸟类贸易对野生鸟类种群造成极大的威胁，主要体现在：
- 在原产地的捕捉有可能会对本物种的生存构成威胁，造成野外种群的灭绝。
- 在输入地的逃逸和重新野化有可能造成外来物种入侵破坏输入地本地鸟类种群结构。
- 有可能给输入地带来新的传染疾病在输入地土著种群中蔓延。